# Wesley Pipes
Wesley Pipes (Misisipi, 20 de enero de 1969) es un actor pornográfico estadounidense. Entró para la industria del cine adulto en 1998, a los 29 años de edad. Actualmente se encuentra retirado del cine para adultos

## Premios e indicaciones
| Año  | Resultado                         | Premio | Película                                           |
| ---- | --------------------------------- | --- | -------------------------------------------------- |
| 2003 |                                   | Male Performer of the Year                                                                                         |                                                    |
| 2003 |                                   | Best Anal Sex Scene - Vídeo (con Monique & Byron Long)                                                             | DPGs                                               |
| 2003 |                                   | Best Anal Sex Scene - Vídeo (con Brie Brooks & Mandingo)                                                           | Fresh Meat 13                                      |
| 2004 |                                   | Best Group Sex Scene – Vídeo (con Melanie Jagger, Billy Banks, Sledge Hammer, Byron Long & Julian St. Jox)         | White Trash Whore 27                               |
| 2013 |                                   | Best Double Penetration Sex Scene (con Ashli Orion & Nat Turnher)                                                  | Big Ass Anal Wreckage                              |
| 2014 |                                   | Best Group Sex Scene (con Chanel Preston, Danny Wylde, Drehyden, Evan Stone, Ike Diesel, John Strong & Mark Davis) | The Devil’s Gang Bang: Lisa Ann vs. Chanel Preston |
| 2014 | Unsung Male Performer of the Year | |                                                    |
| 2015 |                                   | AVN Hall of Fame                                                                                                   |                                                    |
| 2015 |                                   | Best Double Penetration Sex Scene (con Veronica Avluv & Rico Strong)                                               | Freaky MILFs                                       |
| 2015 |                                   | Best Group Sex Scene (con Veruca James, Lisa Ann, Jason Brown, Jon Jon, Nat Turnher & Mark Anthony)                | Lisa Ann's Black Out 2                             |

| Año  | Resultado | Premio                                   | Película               |
| ---- | --------- | ---------------------------------------- | ---------------------- |
| 2009 |           | Hall of Fame                             |                        |
| 2010 |           | Best Anal Sex Scene (con Stacey Lane)    | Black Ass Addiction 5  |
| 2010 |           | Best Anal Sex Scene (con Velicity Von)   | Phat Ass White Booty 5 |
| 2010 |           | Best Couple Sex Scene (con Melody Nakai) | Pop Dat Phat Azz 4     |
| 2011 |           | Best Couple Sex Scene (con Stacie Lane)  | Big Ass Cheaters 4     |